# Tenmu
Keizer Tenmu (天武天皇, Tenmu-tennō, 631-686) of Temmu, was de 40ste keizer van Japan. Hij regeerde van 672 tot 686 volgens de traditionele opvolgvolgorde. en met harde hand. Hij regelde alle staatszaken zelf. Hierdoor verhoogde hij het gezag van de keizer. Hij wordt beschouwd als de consolidator van de Taika-hervormingen omdat hij erin geslaagd is om van Japan een eenheidsstaat te maken.

## Leven als prins Oama
Tenmu werd geboren als prins Oama. Zijn ouders waren keizer Jomei en keizerin Saimei, zijn oudere broer was keizer Tenji. Aangezien Tenji kroonprins was, werd er niet verwacht dat Tenmu de troon zou bestijgen. Nadat Tenji keizer was geworden, werd Tenmu kroonprins, want Tenji had geen geschikte opvolger.

## Vrouwen en kinderen
Tenmu is verschillende keren getrouwd omdat hij zo zijn politieke positie trachtte te versterken. Vier vrouwen waren dochters van keizer Tenji, met andere woorden Tenmu's nichten. De laatste vrouw met wie hij trouwde, was prinses Uno-no-sarara, een van zijn nichten. Zij werd later keizerin Jito en volgde hem in 690 op.
| Naam                                                                                     | Geboorte                                                                       | Sterfte                                                                        | Opmerkingen                                                                    |
| Prinses Uno-no-sarara, later keizerin Jito (645–703), dochter van keizer Tenji           | Prinses Uno-no-sarara, later keizerin Jito (645–703), dochter van keizer Tenji | Prinses Uno-no-sarara, later keizerin Jito (645–703), dochter van keizer Tenji | Prinses Uno-no-sarara, later keizerin Jito (645–703), dochter van keizer Tenji |
| ---------------------------------------------------------------------------------------- | ------------------------------------------------------------------------------ | ------------------------------------------------------------------------------ | ------------------------------------------------------------------------------ |
| Prins Kusakabe                                                                           | 662                                                                            | 689                                                                            | vader van keizer Monmu en keizerin Gensho                                      |
| Prinses Ota, dochter van keizer Tenji en oudere zus van keizerin Jito                    |                                                                                |                                                                                |                                                                                |
| Prinses Oku                                                                              | 661                                                                            | 701                                                                            |                                                                                |
| Prins Otsu                                                                               | 663                                                                            | 686                                                                            |                                                                                |
| Prinses Oe (?–699), dochter van keizer Tenji                                             |                                                                                |                                                                                |                                                                                |
| Prins Naga                                                                               | ?                                                                              | 715                                                                            |                                                                                |
| Prins Yuge                                                                               | ?                                                                              | 699                                                                            |                                                                                |
| Prinses Niitabe (?–699), dochter van keizer Tenji                                        |                                                                                |                                                                                |                                                                                |
| Prins Toneri                                                                             | 676                                                                            | 735                                                                            | vader van keizer Junnin                                                        |
| Fujiwara no Hikami-no-iratsume (?–682), dochter van Fujiwara no Kamatari                 |                                                                                |                                                                                |                                                                                |
| Prinses Tajima                                                                           | ?                                                                              | 708                                                                            | getrouwd met prins Takechi                                                     |
| Fujiwara no Ioe-no-iratsume, dochter van Fujiwara no Kamatari                            |                                                                                |                                                                                |                                                                                |
| Prins Niitabe                                                                            | ?                                                                              | 735                                                                            |                                                                                |
| Soga no Onu-no-iratsume (?–724), dochter van Soga no Akae                                |                                                                                |                                                                                |                                                                                |
| Prins Hozumi                                                                             | ?                                                                              | 715                                                                            |                                                                                |
| Prinses Ki                                                                               | ?                                                                              | ?                                                                              |                                                                                |
| Prinses Takata                                                                           | 674                                                                            | 728                                                                            | later getrouwd met prins Mutobe                                                |
| Nukata no Okimi (?–682), dochter van prins Kagami                                        |                                                                                |                                                                                |                                                                                |
| Prinses Tochi                                                                            | 653 (?)                                                                        | 678                                                                            | getrouwd met keizer Kobun                                                      |
| Munakata no Amako-no-iratsume, dochter van Munakata-no-Kimi Tokuzen, hofdame             |                                                                                |                                                                                |                                                                                |
| Prins Takechi                                                                            | 654                                                                            | 696                                                                            |                                                                                |
| Shishihito no Kajihime-no-iratsume (?–724), dochter van Shishihito-no-Omi Omaro, hofdame |                                                                                |                                                                                |                                                                                |
| Prins Osakabe                                                                            | ?                                                                              | 705                                                                            |                                                                                |
| Prins Shiki                                                                              | ?                                                                              | ?                                                                              |                                                                                |
| Prinses Hatsusebe                                                                        | ?                                                                              | 741                                                                            | getrouwd met prins Kawashima (zoon van keizer Tenji)                           |
| Prinses Taki                                                                             | ?                                                                              | 751                                                                            | later getrouwd met prins Shiki (zoon van keizer Tenji)                         |

## Bestijgen van de troon
Na de dood van keizer Tenji in 671, ontstond er een strijd om de troon. Zijn zoon, prins Otomo, volgde hem op als keizer Kobun. Dit was echter niet naar de zin van zijn oom, prins Oama. Hij kwam in opstand in 672, in wat bekendstaat als de Opstand van Jinshin of Jinshin-oorlog, en versloeg Kōbun in slechts twee maanden. Deze pleegde vervolgens zelfmoord, na amper acht maanden geregeerd te hebben. Prins Oama besteeg de troon als keizer Tenmu.

## Verwezenlijkingen

### Hoofdstad Fujiwara-kyō
Na zijn overwinning in de Jinshin-oorlog liet Tenmu meteen in Asuka zijn paleis Kiyomihara bouwen op de plaats waar Jomei, Kogyoku en Sanmei hun residenties hadden. Binnen vier jaar groeide echter het idee van een hoofdstad als politiek centrum met ambtenaren gepositioneerd rond de heerser. Zo gaf Tenmu het bevel tot het bouwen van de eerste echte hoofdstad van Japan: Fujiwara-kyo, gelegen in  Asuka. 
Hij stierf echter voor de stad af was. Zijn vrouw, keizerin Jito, nam er in 694 haar intrek. De naam Fujiwara-kyo werd echter nooit gebruikt in de Nihonshoki. Men verwees ernaar met de naam Aramashi-kyo. Fujiwara-kyo bleef de hoofdstad onder het bewind van keizer Monmu en keizerin Genmei. In 710 verhuisde de hoofdstad naar Heijo-kyo in Nara, het officiële begin van de Nara-periode.

### Opdracht tot het schrijven van de Kojiki

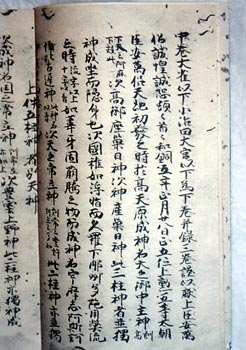
Een manuscript uit de Kojiki

Keizer Tenmu gaf in 680 de opdracht tot het schrijven van de Kojiki. Hij beval Hieda no Are, een verteller aan het hof, de inhoud van twee geschriften te onthouden en ze samen te voegen tot een verhaal. Door de dood van keizer Tenmu, werd de Kojiki pas onder het bewind van Genmei op papier gezet en voltooid in 712. O no Yasumaro compileerde en annoteerde het door Hieda no Are gedicteerde verhaal en maakte er een boek van in drie rollen. Yasumaro heeft mee gevochten in de Jinshin-oorlog aan Tenmu's zijde.
In het voorwoord van de Kojiki staat geschreven dat Tenmu de fouten in de Nihonshoki wou wissen en de waarheid herstellen, met als doel een correcte sjabloon voor bestuur verstrekken die dient als een basisstructuur voor de staat en een fundering voor het keizerschap.

### Boeddhistische tempels
Tenmu gebruikte het boeddhisme voor de bescherming van zijn stad alsook voor zijn gezondheid en die van zijn familie. Hij liet dan ook veel boeddhistische tempels en kloosters bouwen.

#### Yamadadera
In 663 wou keizer Tenji de bouw van de Yamadadera-tempel hervatten. De werken werden echter pas hervat in 673, nadat Tenmu keizer was geworden. In 676 was de tempel af. Vervolgens gaf Tenmu in 678 de opdracht om een beeld van de Boeddha Yakushi te maken, ter herdenking van Kurayamada. In 685 was deze af.

#### Yakushi-ji
Voor zijn gezondheid en die van zijn familie, keerde Tenmu zich vooral naar de godheid Yakushi. Toen het slecht ging met de gezondheid van zijn vrouw, keizerin Jito, liet Tenmu in 680 de Yakushi-ji bouwen in de hoofdstad Fujiwara-kyo. De tempel werd voltooid in 698, dus pas na de dood van Tenmu. Na zijn dood in 686, gingen de werken verder onder de leiding van keizerin Jito. Later werd de Yakushi-ji verplaatst naar de nieuwe hoofdstad Heijo-kyo in Nara.
Hij liet ook de Takechi no O-dera hernoemen als de Daikan Daiji. In 729 werd de tempel heropgebouwd in Heijo-kyo. Dankzij hem werd de Ise-jingu hersteld en elke twintig jaar opnieuw opgebouwd, waarschijnlijk uit dank voor de steun van Amaterasu tijdens de Jinshin-oorlog.

### Het Yin-yang Bureau (onmyōkan)
Yin-yang kennis kwam via het Koreaanse rijk Paekche tijdens de zesde eeuw naar Yamato via boeddhistische monniken. Het bureau hield zich bezig met astrologie, astronomie, kalenders, tijdmeting en waarzeggerij. Alle zaken die verband hielden met vreemde natuurverschijnselen moesten gemeld worden aan Tenmu via dit bureau. Het personeel waren aanvankelijk vluchtelingen uit Paekche of boeddhistische monniken. Aan het einde van de zevende eeuw werden deze echter vervangen door monniken die eerst geseculariseerd werden. Het was verboden om Yin-yang gerelateerde kennis of speculatie te onthullen aangezien het om vertrouwelijke informatie ging. Yin-yang-specialisten werden onder meer tijdens oorlogen ter defensie opgeroepen. Vanaf de tiende eeuw werd het bureau geleid door leden van de Abe en Kamo-clan.

### Kabane
Kabane was het systeem van rangen voor clans aan het keizerlijke hof. Er waren acht rangen: mahito, ason, sukune, imiki, michinoshi, omi, muraji en inagi. De rangen mahito en ason werden gegeven aan naaste verwanten van de keizerlijke familie. Tenmu paste het systeem aan en institutionaliseerde dit in 684 om het keizerlijke gezag te versterken na de Jinshin-oorlog. De titel van mahito werd geschrapt, de omi en muraji werden in waarde verminderd. Elke clan kreeg een nieuwe rang volgens verwantschap met de keizerlijke bloedlijn en haar loyaliteit aan Tenmu.

## Dood
Op 9 september 686 stierf Tenmu aan de gevolgen van een ziekte die ongeveer een jaar duurde. Jito volgde hem op als keizerin.

### Oorzaak

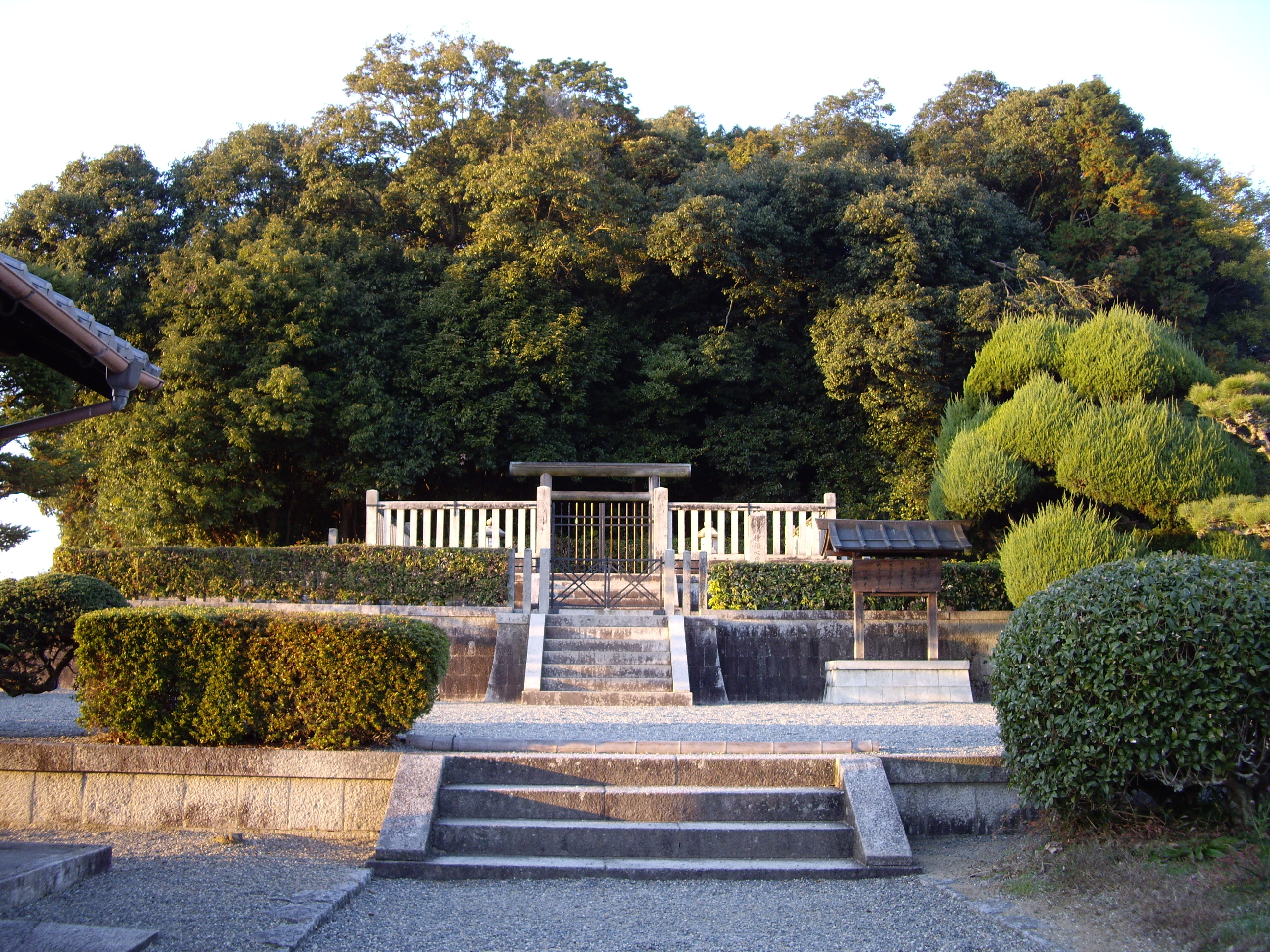
Graf van Tenmu en Jitō

Tenmu's dood is waarschijnlijk te wijten aan een leverziekte. In zijn tijd zocht men de oorzaak eerder in het spirituele.
Om de oorzaak van zijn ziekte te achterhalen, richtte Tenmu zich tot waarzeggerij. Volgens een voorspelling lag er een vloek op hem door het bezit van het heilige zwaard Kusanagi. De Japanse god Susanoo haalde het uit de staart van een draak die hij had gedood in Izumo en gaf het aan zijn zus Amaterasu. Het zwaard werd samen met Ninigi neergezonden op aarde. Het kwam terecht in Ise en werd uiteindelijk aan Yamato Takeru gegeven. Hij gebruikte het om vijanden te verslaan in het oosten en het westen. Het zwaard was een instrument van vernietiging en garandeerde sterkte en levenskracht voor de drager ervan. Nadat Yamato Takeru het zwaard achterliet bij zijn vrouw in Owari werd hij snel ziek en overleed.
Tijdens de heerschappij van Tenmu probeerde een monnik het zwaard van het Koreaanse rijk Silla te stelen, maar hij slaagde er niet in om het de zee over te smokkelen. Zodra men op de hoogte was van de vloek werd het zwaard zo snel mogelijk teruggebracht naar de originele plaats in het Atsuta-heiligdom in Owari.

### Poging tot genezen
In de hoop zijn ziekte te kunnen genezen, zocht Tenmu zijn heil in het taoïsme en boeddhisme.
Op 28 juli 686 liet hij 70, en drie dagen later nog eens 80 extra, mensen het wereldse verzaken volgens een boeddhistisch ritueel.
Er werd ook een boeddhistische monnik naar Mino gestuurd om de medicinale plant Okera te halen. Volgens Chinese taoïstische werken zorgt Okera voor het behoud en de versterking van de vitale kracht ki en een verlenging van het leven. Hier werd een aftreksel van gemaakt.
In Tenmu's laatste levensjaar werden er minstens een twintigtal vergelijkbare activiteiten van spirituele remedies uitgevoerd. Ook werden Bodhisattva-standbeelden neergezet, tempels en pagodes schoongemaakt, boetedoening aanbevolen, zuiveringsceremonies gehouden, amnestie uitgeroepen en moesten drie dagen lang in drie verschillende tempels boeddhistische geschriften gelezen worden.
Ondanks al deze inspanningen stierf Tenmu na een jaar.

### Begraafplaats
Na zijn dood werd hij begraven in Asuka, in een grafheuvel genaamd Hinokuma no Ouchi no Misasagi. De as van zijn vrouw Jito werden er later aan toegevoegd. De koepelvormige grafheuvel meet 58 op 45 meter en is 9 meter hoog. De begraafplaats van Tenmu en Jito ligt zo'n drie kilometer ten zuiden van de Daigokuden of de Grote Audiëntiehal van de hoofdstad Fujiwara-kyo.

### Postume naam
Vanaf Tenmu startte de tenno-lijn. Postume namen voor keizers verwezen altijd naar de Hemel, vanaf Tenmu werd met de naam tenno de focus op de Hemel nog sterker. De origine van tenno ligt in het taoïsme, waarin de kosmologische hemel van de asterismen een prominente plaats heeft.